# اف‌وی نورث‌وسترن
اف‌وی نورث‌وسترن (به انگلیسی: FV Northwestern) یک کشتی است.